# Yevgueni Alekséyev (militar)
Yevgueni Ivánovich Alekséyev (en ruso: Евге́ний Ива́нович Алексе́ев; (11 de mayojul./ 23 de mayo de 1843greg.-27 de mayo de 1917) fue un almirante de la Armada Imperial Rusa, virrey del Lejano Oriente ruso y jefe de la guarnición de Port Arthur y de las fuerzas militares destacadas en Manchuria durante el primer año de la guerra ruso-japonesa de 1904-05.

## Juventud y comienzo de la carrera naval
Alekséyev era hijo ilegítimo del zar Alejandro II de Rusia y se crio en la familia del teniente Iván Maxímovich Alekséyev (1796-1849) en Sebastopol. A los trece años, ingresó en la Escuela de Cadetes de la Marina, en la que se licenció tres años después. Tras concluir los estudios, se lo destinó como oficial en prácticas en la fragata de hélice Varyag durante cuatro años; la fragata dio por entonces la vuelta al mundo. En 1867 recibió finalmente el grado de alférez. Tras servir en varios buques de la Armada, en 1878 recibió por primera vez el mando de uno: el crucero Afrika, con el que dio la vuelta al mundo entre 1880 y 1883.

## Ascensos en la Armada
Entre 1883 y 1888 Alekséyev fue agregado naval en Francia; ascendió al grado de capitán en 1886. Al volver a Rusia en 1889, se le concedió el mando del crucero protegido Almirante Kornilov. En 1891, volvió a navegar alrededor del mundo, esta vez en compañía del zarévich Nicolás (futuro Nicolás II) que llevaba a cabo su famoso viaje por Oriente. 
Alekséyev ascendió a contraalmirante en 1892 e ingresó en el Estado Mayor de la Armada imperial; en 1894, se le hizo vicealmirante y ayudante del jefe del Estado Mayor.

## Carrera en Lejano Oriente y guerra ruso-japonesa
De 1895 a 1897, fue jefe de la Flota del Pacífico, con sede primero en Vladivostok y, a partir de diciembre de 1897, en Port Arthur (en el extremo de la península de Liaodong, arrendada a la dinastía Qing que regía por entonces China). En 1898 se lo nombró gobernador de la región militar de Kwantung y el 1899 recuperó el mando de la Flota del Pacífico. Participó en el aplastamiento del levantamiento de los bóxers al mando de un cuerpo de ejército, por orden del ministro de la Guerra Alekséi Kuropatkin. Se lo ascendió a general adjunto.
La permanencia de las fuerzas rusas en Manchuria después de sofocada la revuelta alarmó al vecino Imperio de Japón, al que Rusia había disgustado previamente por la Triple Intervención, por la anexión de facto de la península de Liaodong y por la influencia creciente que ejercía en la corte coreana de la dinastía Joseon. Japón consideraba la actuación de Rusia en la región perjudicial para sus intereses y amenazadora para su seguridad. 
Alekséyev era el principal aliado del denominado “círculo de Bezobrazov”, un grupo inversor con intereses políticos llamado así por su organizador, Aleksandr Mijáilovich Bezobrazov, al que pertenecían algunos de los más destacados miembros de la corte rusa. El objetivo del “círculo de Bezobrazov” era la fundación de una empresa comercial similar la antigua Compañía Británica de las Indias Orientales que debía permitir la conquista de Manchuria y Corea y recompensar a los inversores que invirtiesen en esta con los beneficios de su explotación. Alekséyev aseguró al zar que la penetración rusa en la región no suscitaría ninguna reacción militar japonesa. Alekséyev era uno de los más firmes partidarios de conservar Manchuria y no devolverla a China. Sus rivales, entre los que se contaba el ministro de Finanzas Serguéi Witte, lo consideraban iracundo y temerario.
El 12 de agosto de 1903, Nicolás II le nombró virrey de los territorios rusos de Extremo Oriente, máxima autoridad civil y militar en la ocupada Manchuria, en la península de Liaodong y en el distrito militar del Amur. En calidad de virrey, no respondía ante ningún ministerio sino únicamente ante el soberano; sus funciones, sin embargo, eran vagas y Alekséyev, que desde mayo gozaba ya de amplios poderes, estuvo a punto de rehusar el nombramiento.
Al estallar la guerra ruso-japonesa el 9 de febrero de 1904, Alekséyev asumió el mando de todas las fuerzas armadas rusas en el Lejano Oriente, tanto terrestres como navales. Tomó personalmente el mando de la Escuadra del Pacífico tras la destitución del vicealmirante Oskar Stark hasta que llegó para sustituirlo el también vicealmirante Stepán Makárov, y más adelante de nuevo al fallecer este Makarov, hasta el nombramiento del vicealmirante Nikolái Skrydlov.
En tierra mantuvo discrepancias continuas sobre estrategia con el general Kuropatkin, antiguo ministro de la Guerra; obligó a este a adoptar una actitud ofensiva contra el enemigo, pese a su preferencia por la estrategia defensiva y de desgaste hasta que se completase la construcción del ferrocarril transiberiano, que debía permitirle recibir refuerzos y pertrechos con mayor facilidad. Por orden directa del zar, Alekséyev abandonó Port Arthur el 5 de mayo de 1904 y se trasladó a Mukden, tras la derrota rusa en la batalla de Shaho; el 12 de octubre fue relevado del mando y se le ordenó regresar a San Petersburgo.

## Últimos años
En junio de 1905, se abolió el cargo de virrey y Alekséyev ingresó en el Consejo de Estado del Imperio ruso. En sus últimos años, residió en la Armenia rusa y trabajó de maestro de escuela. En abril de 1917, tras la Revolución de Febrero que acabó con la monarquía en Rusia, se retiró de la vida pública. Falleció pocas semanas después en Yalta, el 27 de mayo de 1917.